# Mezen
Pour les articles homonymes, voir Mezen (homonymie).
Mezen (en russe : Мезень) est une ville de l'oblast d'Arkhangelsk, en Russie, et le centre administratif du raïon de Mezen. Sa population s'élevait à 3 248 habitants en 2019.

## Géographie
Mezen est située à une trentaine de kilomètres de l'embouchure du fleuve Mezen dans la mer Blanche, à 224 km au nord-est d'Arkhangelsk. 

## Histoire
L'origine de Mezen remonte à la première moitié du XVIe siècle. En 1780, les localités d'Okladnikova (Окладникова) et de Kouznetsova (Кузнецова) fusionnent avec Mezen, qui obtient le statut de ville et devient le centre administratif d'un district.

## Population
Recensements (*) ou estimations de la population
| 1856  | 1897* | 1926* | 1939* | 1959* | 1970* |
| ----- | ----- | ----- | ----- | ----- | ----- |
| 1 500 | 1 847 | 2 947 | 3 900 | 4 077 | 4 236 |

| 1979* | 1989* | 2002* | 2010* | 2012  | 2013  |
| ----- | ----- | ----- | ----- | ----- | ----- |
| 4 812 | 4 868 | 3 863 | 3 575 | 3 490 | 3 419 |

| 2014  | 2015  | 2016  | 2017  | 2018  | 2019  |
| ----- | ----- | ----- | ----- | ----- | ----- |
| 3 353 | 3 352 | 3 325 | 3 287 | 3 267 | 3 248 |

## Personnalités
- Vladimir Litchoutine (1940-), romancier et nouvelliste